# آبي هاو تورنر
آبي هاو تورنر (بالإنجليزية: Abby Howe Turner) هي عالم حيوانات أمريكية، ولدت في 1875 في ناشوا في الولايات المتحدة، وتوفيت في 1957.